# Memory Almost Full
Memory Almost Full —en español: Memoria casi llena— es el decimocuarto álbum de estudio del músico británico Paul McCartney, publicado por la compañía discográfica Hear Music el 5 de junio de 2007. La grabación tuvo lugar en varios estudios de Londres y Sussex entre octubre de 2003 y febrero de 2007, un tiempo durante el cual también grabó de forma paralela el álbum Chaos and Creation in the Backyard con el productor Nigel Godrich. Al igual que en Driving Rain y Chaos and Creation, McCartney tocó la mayoría de los instrumentos musicales y solo colaboró con su banda de gira —Paul Wickens, Rusty Anderson, Brian Ray y Abe Laboriel— en canciones como «Only Mama Knows», «You Tell Me», «Vintage Clothes», «That Was Me», «Feet in the Clouds» y «House of Wax».
El álbum fue el primer trabajo discográfico de la carrera musical de McCartney publicado por Hear Music, una discográfica fundada por la multinacional Starbucks, después de que el músico abandonase EMI tras cuatro décadas con la compañía. McCartney fue el primer artista contratado por Hear Music después de constituirse como compañía discográfica junto a Concord Music Group, y Memory Almost Full supuso el primer lanzamiento del recién creado sello discográfico. 
Tras su publicación, Memory Almost Full obtuvo en general buenas reseñas de la prensa musical y unos resultados comerciales favorables. En los Estados Unidos, debutó en el tercer puesto de la lista Billboard 200 con 161000 copias vendidas en su primera semana, mientras que en el Reino Unido alcanzó la quinta posición de la lista de discos más vendidos, lo cual supuso el mejor registro de McCartney desde el lanzamiento de Flaming Pie en 1997. En ambos países, el álbum fue también certificado disco de oro por los organismos RIAA y BPI respectivamente. En noviembre, Hear Music reeditó Memory Almost Full en formato deluxe con un DVD de contenidos extra.

## Grabación
En septiembre de 2003, McCartney grabó nueve demos en los Hogg Hill Mill Studios, y apenas un mes después, comenzó a grabar Memory Almost Full con David Kahne como productor en los estudios Abbey Road. Durante la grabación, McCartney conoció a Nigel Godrich y comenzó a trabajar con él en otro álbum, Chaos and Creation in the Backyard. Tal y como reveló en un comunicado de prensa publicado en su página web, McCartney comentó: «Cuando estaba finalizando todo lo relacionado con Chaos y obtuve las nominaciones a los Premios Grammy, me di cuenta de que tenía este álbum sobre el que volver para finalizar. De modo que lo escuché de nuevo, preguntándome si lo disfrutaría, pero en realidad lo amaba. Todo lo que hice al principio fue escuchar un par de cosas y luego comencé a pensar: "Bien, me gusta ese tema, ¿qué hay de malo en él?". Y podía haber algo como el sonido de una batería, de modo que volvía a grabar la batería y veía adónde podíamos llegar. En algunos aspectos, es un disco muy personal y una gran parte de él es retrospectivo, hace uso de la memoria, con los recuerdos de mi infancia, de Liverpool y de los veranos pasados. El álbum es evocador, emotivo, roquero, pero no puedo resumirlo en una única frase».
Durante las primeras sesiones de trabajo, McCartney grabó con su habitual banda de apoyo —Paul Wickens en los teclados, Rusty Anderson en la guitarra, Brian Ray en el bajo y Abe Laboriel en la batería— en las canciones «You Tell Me», «Only Mama Knows», «Vintage Clothes», «That Was Me», «Feet in the Clouds», «House of Wax», «The End of The End» y «Whole Life». La última, grabada originalmente en 1995, contó con la colaboración de David Stewart y fue publicada en el álbum 46664: 1 Year On para la iniciativa 46664 para luchar contra el sida. Al poco tiempo, McCartney suspendió la grabación de Memory Almost Full para comenzar a trabajar con Godrich en Chaos and Creation in the Backyard.
Una vez finalizada la grabación de Chaos and Creation in the Backyard, McCartney volvió a componer nuevas canciones en lugar de aprovechar descartes del álbum. Una excepción fue «Perfect Lover», una canción grabada entre los RAK Studios, AIR Studios y Ocean Way Studios entre noviembre de 2003 y abril de 2005. «Perfect Lover», en su forma original, era una canción cercana al folk en la que el músico introdujo cambios en el interludio y en la letra y que fue publicada en el álbum como «Ever Present Past».
El resto de los temas incluidos en Memory Almost Full fueron grabados de forma simultánea en varios estudios en marzo de 2006: los Hogg Hill Studios, los RAK Studios y los AIR Studios de Londres, los Henson Studios de Los Ángeles, y en el estudio personal del músico en Sussex. En total, McCartney grabó entre veinte y veinticinco canciones, algunas de las cuales como «In Private» y «222» fueron publicadas en la versión deluxe. Otras dos canciones, «Dance Tonight» y «Feet in the Clouds», fueron grabadas entre enero y febrero de 2007 en los RAK Studios.

## Contenido

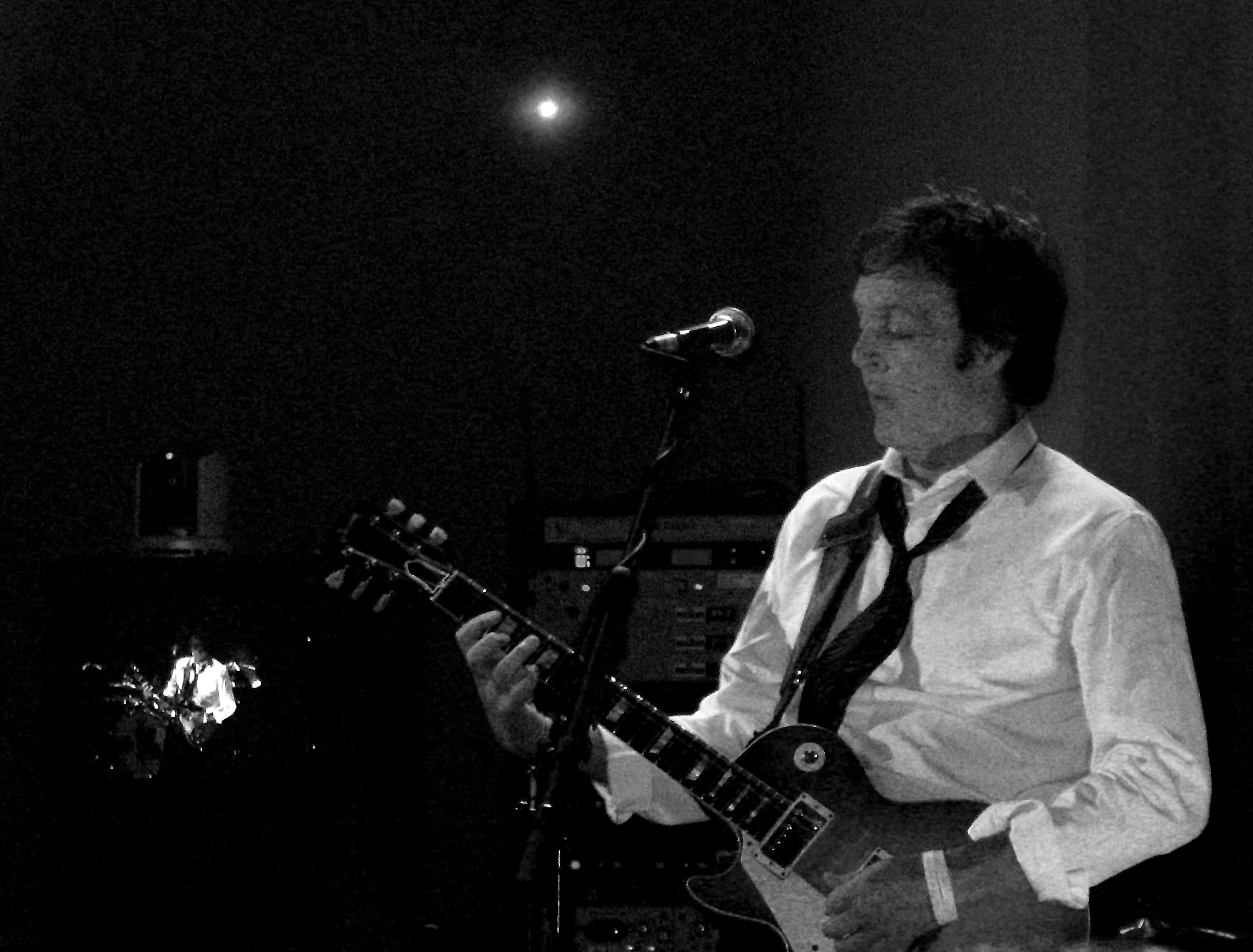
McCarney en el Roundhouse de Londres durante un concierto promocional de Memory Almost Full.

En una entrevista concedida a la revista Billboard en mayo de 2007, McCartney comentó que el contenido de Memory Almost Full era «en cierto modo un poco retrospectivo. Algunas de las canciones son de ahora, otras se remontan al pasado, pero estoy muy orgulloso de todas ellas». En «Dance Tonight», que abre el disco, McCartney aparece tocando la mandolina. Según el músico: «En la búsqueda de un instrumento para encontrar acordes, lo que hacía con la guitarra cuando tenía catorce años, probablemente, esa frescura fue devuelta». «Ever Present Past», por otra parte, es según el músico una canción «personal» cuyo título de trabajo original era «Perfect Lover», y en la que incluyó referencias a The Beatles. En junio de 2007, McCartney reveló que «See Your Sunshine» era «más o menos una canción de amor redomado hacia Heather. Gran parte del disco fue hecho antes, durante y después de nuestra separación. No volví atrás y eliminé las canciones que hice para ella». «You Tell Me» incluyó recuerdos de McCartney sobre su anterior esposa, Linda, mientras que «Mr. Bellamy» fue sujeto de controversia al coincidir el título de la canción con el anagrama «Mills betray me» (en español: «Mills me traiciona»).
McCartney invitó al líder de Radiohead Thom Yorke a tocar el piano en el tema «Mr. Bellamy», aunque declinó la invitación. La prensa publicó artículos en los que afirmaba que Yorke había «despreciado» a McCartney; sin embargo, el músico desmintió los hechos y afirmó que «le gustaba mucho la canción» pero que se sentía incapaz de tocar al nivel requerido. Junto con «Mr. Bellamy», «Gratitude» también fue atribuida al divorcio entre Mills y McCartney.
El álbum incluyó un medley de cinco canciones al final siguiendo el estilo del álbum de The Beatles Abbey Road. Según McCartney, la idea del medley era «algo que quería volver a visitar porque nadie lo había hecho en mucho tiempo». El medley comienza con «Vintage Clothes», una canción que McCartney compuso «mirando atrás en el tiempo», y continúa con «That Was Me», en la que el músico recuerda sus «días en la escuela y los profesores». Los siguientes temas incluyen «Feet in the Clouds», que trata sobre la inactividad mientras uno crece, y «House of Wax», que describe la vida de una persona famosa. La última canción del medley, «The End of the End», fue compuesta en su hogar de Cavendish Avenue mientras tocaba el piano de su padre Jim.

## Diseño de portada
El título Memory Almost Full se corresponde como anagrama con la leyenda «For my soulmate LLM» (en español: «Para mi alma gemela LLM»), iniciales que coinciden con las de su primera esposa, Linda Louise McCartney, víctima de un cáncer en 1998. Al preguntársele por la coincidencia, Paul McCartney respondió: «Hay cosas que es mejor que sigan siendo un misterio». En una entrevista concedida a Pitchfork Media, McCartney subrayó el hecho comentando: «Debo afirmar que alguien me dijo que era un anagrama, y pienso que es un misterio porque resulta bastante completo. No fue de forma intencionada». Según sus propias declaraciones, el título del álbum está inspirado en un mensaje que salía en su teléfono móvil y que , según sus palabras, «resume la vida actual saturada de información».
La edición en CD de Memory Almost Full incluyó el ángulo superior derecho del libreto doblado hacia fuera, por lo que parte del disco es visible incluso con el estuche de plástico cerrado. La esquina en blanco doblada hacia abajo cubre la esquina de la butaca, pero mantiene el nombre del artista y el título sobreimpresos de modo que el texto es visible aun con la doblez. McCartney comentó sobre el diseño: «Tenía muchas ganas de hacer del CD un objeto deseable. Algo que me gustase coger de la estantería, algo que despertara la curiosidad de la gente».

## Recepción
Gran parte de la crítica musical recibió Memory Almost Full con buenas reseñas y obtuvo una puntuación de 68 sobre 100 en la web Metacritic, basada en veintitrés reseñas. Stephen Thomas Erlewine de Allmusic comentó: «Desde la muerte de Linda en 1998, [McCartney] ha estado bailando en torno al tema, salpicando Flaming Pie de nostalgia, arrojándose en el pasado con el disco de versiones Run Devil Run y llegando a acuerdos con su estatus de vieja guardia en el cuidadamente reflexivo Chaos and Creation in the Backyard. Pero si el disco anterior era preciso, llevando los distintivos del productor Nigel Godrich, Memory Almost Full es asombrosamente brillante y lleno de vida, un álbum que comprende un regalo infalible de McCartney a la melodía». Chris Willman de Entertainment Weekly lo calificó como el mejor disco de McCartney desde Flowers in the Dirt y lo definió como «maravillosamente elegíaco y con cafeína».
Neil Spencer de The Observer comparó el álbum con el sonido de Wings y lo calificó como «alegre y armonioso, mezclado con armonías de gama alta y floreado con un sonido de guitarra como en Band on the Run». Por su parte, Stuart Berman de Pitchfork Media escribió: «A medida que escuchas Memory Almost Full, tienes la sensación que abrir el álbum con la bagatela de «Dance Tonight» es quizás la intención de McCartney de complacer sus estereotipos, y que la canción podría ser un señuelo para un disco que parece ser mucho más idiosincrático de lo que sugiere el plan de marketing de la comercialización de café». En el mismo sentido, Robert Christgau escribió para Rolling Stone: «"Dance Tonight" es tan simple que te puede hacer temblar, pero repetidas escuchas pronto implantan su gancho, y el resto del álbum establece que la fiesta que da comienzo es una instalación, un poco del Edén antes de la caída que viene con el lamentable pero lleno de vida "Ever Present Past". "Vintage Clothes" y "Feet in the Clouds" encarnan su nostalgia y fantasía con un poco de ingenio y gran invención musical. Y el último tema deja claro que el Paul juvenil concibe el disco como el viejo hombre que es. No es simple del todo». La revista situó el álbum en el puesto veintidós de la lista de los cincuenta mejores discos de 2007.
Desde el punto de vista comercial, Memory Almost Full obtuvo un notable éxito en la lista de discos más vendidos, en comparación con anteriores trabajos de McCartney. El álbum se estrenó en el segundo puesto de los discos más vendidos a través del portal iTunes Music Store, posición en la que se mantuvo diez semanas. Además, debutó en el tercer puesto de la lista Billboard 200 tras vender 161 000 copias, lo cual supuso el mejor registro en la carrera de McCartney desde la publicación de Flaming Pie en 1997. Por su parte, el álbum alcanzó el puesto cinco en la lista de discos más vendidos del Reino Unido, mientras que en países europeos como Dinamarca, Suecia y Noruega obtuvo mejores resultados al alcanzar los puestos dos, tres y cuatro, respectivamente.
El primer sencillo, «Ever Present Past», hizo su debut en las radios estadounidenses el 20 de abril. Aún sin un vídeo musical, se convirtió en la primera canción de McCartney desde «Freedom» en entrar en la lista de sencillos de Billboard, donde debutó en el puesto diez en la lista Bubbling Under Hot 100. El segundo sencillo, «Dance Tonight», alcanzó el puesto 26 en la lista UK Singles Chart y el 59 en la lista Billboard Hot 100. «Dance Tonight» fue acompañado de un videoclip dirigido por Michel Gondry que contó con la participación de los actores Natalie Portman y Mackenzie Crook.
La RIAA certificó Memory Almost Full como disco de oro en marzo de 2008 al superar el medio millón de copias vendidas. Sin embargo, unos meses antes, Concord Music Group anunció que el álbum había sido certificado como disco de platino al superar el millón de copias vendidas en el país, un registro que la RIAA desmintió. Hasta la fecha, el álbum solo figura como disco de oro según los datos de la compañía. Debido al éxito del álbum, Hear Music amplió el contrato de McCartney.

## Promoción
En lugar de organizar una gira musical, McCartney promocionó Memory Almost Full mediante una serie de conciertos en pequeños clubes: el 7 de junio tocó en el Electric Ballroom de Londres, el 13 de junio en el Highline Ballroom de Nueva York, y dos semanas después, en el Amoeba Music de Los Ángeles. Cuatro canciones interpretadas en el Amoeba Music fueron publicadas en el EP Amoeba's Secret en noviembre del mismo año. 
La minigira de promoción de Memory Almost Full continuó con una participación en el iTunes Festival el 5 de julio, donde McCartney interpretó un set de canciones reducido, y con un concierto en el teatro Olympia de París el 22 de octubre. Tres días después, ofreció un último concierto en el Roundhouse de Londres. Seis canciones interpretadas durante el iTunes Festival en el Instituto de Artes Contemporáneas de Londres fueron incluidas en el EP iTunes Festival: London, disponible de forma exclusiva como descarga digital en el portal iTunes.

## Lista de canciones
Todas las canciones escritas y compuestas por Paul McCartney excepto donde se anota. 
| N.º | Título               | Duración |  |
| 1.  | «Dance Tonight»      | 2:56     |  |
| 2.  | «Ever Present Past»  | 2:57     |  |
| 3.  | «See Your Sunshine»  | 3:20     |  |
| 4.  | «Only Mama Knows»    | 4:20     |  |
| 5.  | «You Tell Me»        | 3:16     |  |
| 6.  | «Mr. Bellamy»        | 3:40     |  |
| 7.  | «Gratitude»          | 3:20     |  |
| 8.  | «Vintage Clothes»    | 2:23     |  |
| 9.  | «That Was Me»        | 2:40     |  |
| 10. | «Feet in the Clouds» | 3:25     |  |
| 11. | «House of Wax»       | 5:00     |  |
| 12. | «The End of the End» | 2:54     |  |
| 13. | «Nod Your Head»      | 2:00     |  |

| Disco extra (edición deluxe) |                                                                      |          |  |
| N.º                          | Título                                                               | Duración |  |
| 1.                           | «In Private»                                                         | 2:08     |  |
| 2.                           | «Why So Blue»                                                        | 3:11     |  |
| 3.                           | «222»                                                                | 3:38     |  |
| 4.                           | «Audio commentary: Paul talks about the music of Memory Almost Full» | 26:04    |  |
| 5.                           | «Dance Tonight» (Versión acústica)                                   |          |  |

| DVD (edición deluxe) |                                 |                  |          |  |
| N.º                  | Título                          | Escritor(es)     | Duración |  |
| 1.                   | «Drive My Car»                  | Lennon/McCartney |          |  |
| 2.                   | «Dance Tonight»                 |                  |          |  |
| 3.                   | «House of Wax»                  |                  |          |  |
| 4.                   | «Nod Your Head»                 |                  |          |  |
| 5.                   | «Only Mama Knows»               |                  |          |  |
| 6.                   | «Dance Tonight» (videoclip)     |                  |          |  |
| 7.                   | «Ever Present Past» (videoclip) |                  |          |  |

## Personal
| Músicos - Paul McCartney: todos los instrumentos excepto en «Only Mama Knows», «You Tell Me», «Vintage Clothes», «That Was Me», «Feet in the Clouds» y «House of Wax»: - Paul Wickens: teclados. - Rusty Anderson: guitarra. - Brian Ray: bajo. - Abe Laboriel: batería. | Equipo técnico - Chris Bolster, Geoff Emerick, Paul Hicks, Jamie Kirkham, Eddie Klein, Kevin Mills, Adam Noble: ingeniero de sonido. - David Kahne: productor musical. - Bob Ludwig: masterización. - Humphrey Ocean: diseño de portada. |

## Posición en listas
| País              | Lista                      | Posición |
| ----------------- | -------------------------- | -------- |
| Alemania          | Media Control Top-50 Chart | 18       |
| Austria           | Austrian Albums Chart      | 17       |
| Australia         | ARIA Albums Chart          | 33       |
| Bélgica (Flandes) | Ultratop 200 Albums        | 25       |
| Bélgica (Valonia) | Ultratop 200 Albums        | 25       |
| Canadá            | Canadian Albums Chart      | 6        |
| Dinamarca         | Danish Albums Chart        | 2        |
| España            | Spanish Albums Chart       | 17       |
| Estados Unidos    | Billboard 200              | 3        |
| Europa            | European Top 100 Albums    | 3        |
| Francia           | SNEP Albums Chart          | 13       |
| Finlandia         | Finnish Albums Chart       | 33       |
| Italia            | Italian Albums Chart       | 8        |
| Noruega           | VG-lista Albums Chart      | 4        |
| Suecia            | Swedish Albums Chart       | 3        |
| Países Bajos      | Mega Album Top 100         | 6        |
| Reino Unido       | UK Albums Chart            | 5        |
| Suiza             | Hit Parade Albums Top 100  | 20       |

| Sencillo            | País           | Lista              | Posición |
| ------------------- | -------------- | ------------------ | -------- |
| «Dance Tonight»     | Estados Unidos | Billboard Hot 100  | 69       |
| «Dance Tonight»     | Estados Unidos | Billboard Pop 100  | 58       |
| «Dance Tonight»     | Estados Unidos | Hot Digital Songs  | 46       |
| «Dance Tonight»     | Reino Unido    | UK Singles Chart   | 26       |
| «Ever Present Past» | Estados Unidos | Adult Contemporary | 16       |
| «Ever Present Past» | Reino Unido    | UK Singles Chart   | 85       |

## Certificaciones
| País           | Organismo certificador | Certificación | Ventas certificadas | Ref.   |
| -------------- | ---------------------- | ------------- | ------------------- | ------ |
| Estados Unidos | RIAA                   | Oro           | 500 000             | [ 41 ] |
| Reino Unido    | BPI                    | Oro           | 100 000             | [ 62 ] |
| Canadá         | CRIA                   | Oro           | 100 000             | [ 63 ] |
| Dinamarca      | IFPI                   | Oro           | 15 000              | [ 64 ] |